# Рор фон Дента, Франц
Барон (с 1917) Франц Рор фон Дента (нем. Franz Rohr von Denta; 30 октября 1854, Арад, Австро-Венгерская империя (ныне Румыния)- 9 декабря 1927, Лизинг (Вена)) — австрийский военачальник, генерал-фельдмаршал, последний командующий 1-й австро-венгерской армии.

## Биография
Внук плотника из Северной Чехии. Сын офицера Вооруженных сил Австро-Венгерской Империи. Франц Дента обучался в кадетском корпусе, по его окончания в 1876 году был назначен лейтенантом в 3-й полк Галицийского уланского полка экс-герцога Кароля.
После успешного завершения курса в Терезианской академии был переведен в Генеральный штаб и к 1896 году стал полковником. С сентября 1897 по апрель 1901 года — начальник штаба II корпуса армии Австро-Венгрии.
1 мая 1903 года был произведен в генерал-майоры, командовал 73 бригадой ландсвера в Пресбурге. В 1909 году назначен Генеральным инспектором военных учебных заведений.
Повышен в звании до генерала кавалерии в 1911 году и в 1913 году назначен командующим королевским венгерским гонведом.
Участник Первой мировой войны. После начала войны генерал Рор был направлен на защиту исторических центров Империи, получил под своё командование все войска от Граца до Инсбрука, включая Штирию, Каринтию, Карниолу, Тироль и Форарльберг.
После вступления Италии в войну действовал на Итальянском фронте. В мае 1915 года Рор получил командование группой армий, которая носила его имя. До февраля 1916 года успешно защищал границу Каринтии с войсками своей армейской группы Рора, а затем до июня 1916 года командовал 10-й армией, затем до февраля 1917 года — 11-й армией.
В феврале 1917 года принял командование 1-й австро-венгерской армии.
30 января 1918 года после перемирия с Румынией стал генерал-фельдмаршалом. В апреле 1917 года был пожалован в дворянство и принял титул Рор фон Дента.
Среди других его должностей — почётный пост капитана венгерской Trabantenleibgarde (лейб-гвардии).
После распада Австро-Венгерской Империи барон Рор был назначен фельдмаршалом новой независимой венгерской армии.